# Cuốc nâu
Cuốc nâu (Porzana paykullii) là loài chim thuộc họ Gà nước. Loài này có ở Trung Quốc, Indonesia, bán đảo Triều Tiên, Malaysia, Nga, Thái Lan và Việt Nam. Chúng đang bị đe dọa mất nơi sống.